# Joseph Isaac Spadafora Whitaker
Joseph Isaac Spadafora Whitaker conosciuto anche come Giuseppe o familiarmente Pip (Palermo, 12 luglio 1850 – Roma, 3 novembre 1936) è stato un ornitologo e archeologo italiano di origini britanniche, celebre per i suoi studi sugli uccelli della Tunisia. Visse a Palermo, dove fece costruire la Villa Malfitano.

## Biografia
La famiglia dei Whitaker proveniva dallo Yorkshire. Era una ricca famiglia di magnati del XIX secolo nel West Yorkshire. 
Il padre Joseph Whitaker senior si era trasferito in Sicilia per aiutare lo zio materno Benjamin Ingham nelle sue imprese. Oltre ad inventare, produrre ed esportare il vino marsala, nel baglio Ingham-Whitaker, zio e nipote crearono una flotta di velieri che dalla Sicilia raggiungeva l'America del Nord e l'Estremo Oriente.

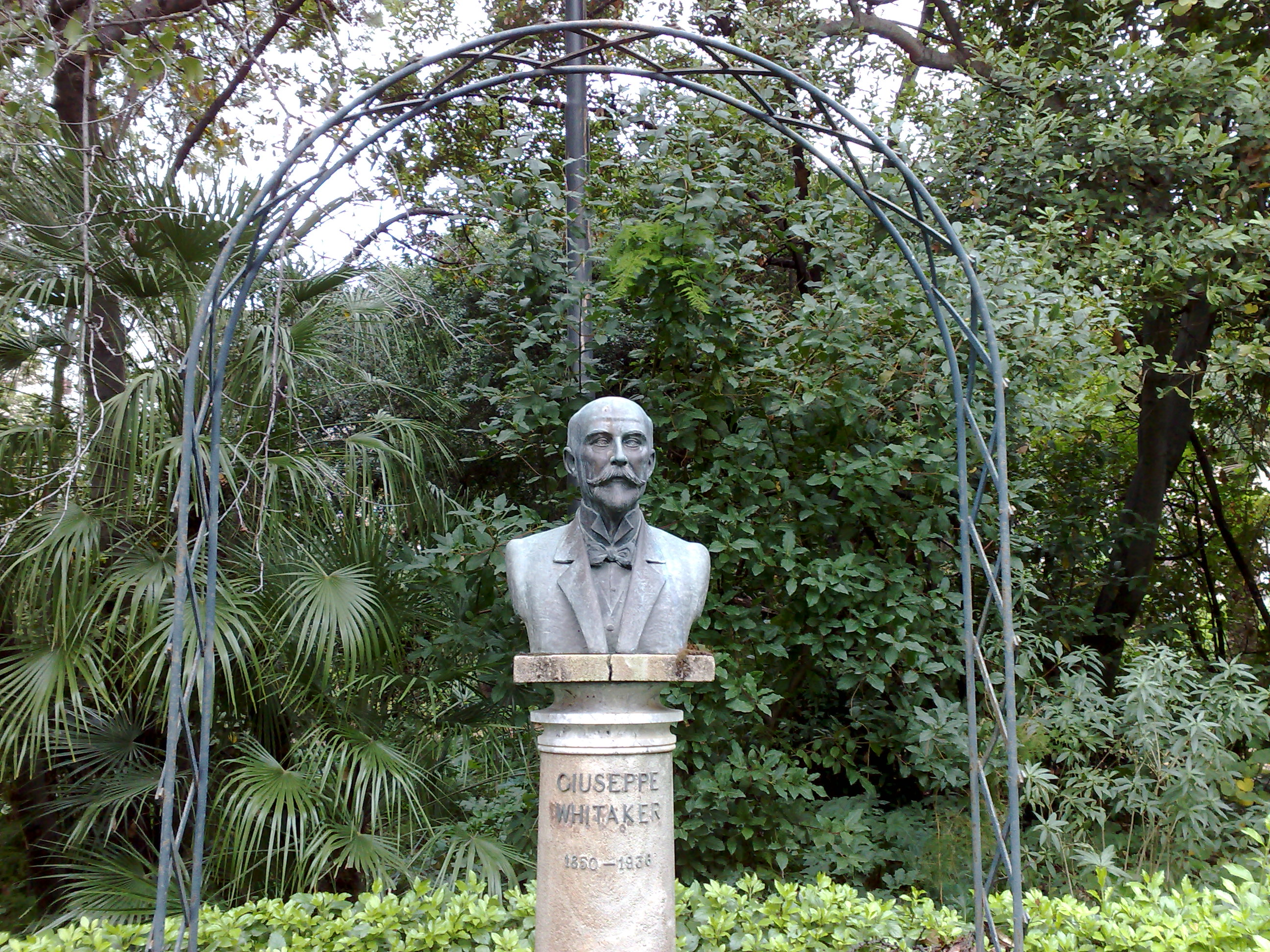
Il busto di Giuseppe Whitaker a villa Malfitano

Joseph Whitaker junior ereditò vasti terreni agricoli dedicati ad uva e l'impero bancario del suo prozio Ingham. Abitò a Palermo, luogo in cui fece edificare Villa Malfitano, un maniero italiano in stile Art Nouveau vicino a La Zisa sulla via Dante, dopo il suo matrimonio con Tina Scalia. Tina era la figlia del generale Alfonso Scalia che era arrivato in Sicilia con Garibaldi durante gli anni che hanno portato all'impresa dei Mille. Essi ebbero due figlie Norina e Delia; la più grande delle quali, sposò il generale Antonino Di Giorgio, che fu ministro della guerra del regno d'Italia. Quindi la famiglia era fermamente presente nell'alta società italiana.
Intanto aveva aggiunto al proprio cognome quello di Spadafora, che gli proveniva dalla prozia, duchessa Alessandra di Santa Rosalia, moglie di Benjamin Ingham senior.
In questi anni, l'età della Belle Époque, la casa è stata la sede di sontuose feste organizzate dall'aristocrazia italiana e britannica. Tina Whitaker conosceva Richard Wagner, Benito Mussolini, Edoardo VIII, l'Imperatrice Eugenia e la Regina Mary. Attratta dalla compagnia di omosessuali, involontariamente si trovò coinvolta nello scandalo dei gioielli della Corona irlandese.
Whitaker fu fondatore e presidente della Società per la prevenzione della crudeltà sugli animali a Palermo.
Nel marzo del 1902 divenne presidente onorario del Palermo Football Club. Fu socio della società rosanero fino agli anni venti.
Joseph Whitaker morì il 3 novembre 1936 ed è seppellito assieme alla moglie e alle sue figlie nel cimitero acattolico ai Rotoli.
La figlia Delia, morta nel 1971, creò in suo onore la Fondazione Whitaker.

## Ornitologia
Nel 1891, già appassionato ornitologo, Whitaker aderì all'unione degli ornitologi britannici.
Dopo di ciò partecipò a varie spedizioni in Tunisia per raccogliere animali. Queste spedizioni proseguirono per un periodo di circa dieci anni, dal 1894 al 1904. I blocchi di appunti presi durante queste spedizioni contengono informazioni sulla storia naturale degli uccelli e allo stesso tempo di altra fauna della Tunisia.
Uccelli, nidi e uova dalla Tunisia erano custoditi all'interno di una dépendance della Villa Malfitano insieme ad una collezione molto completa di uccelli siciliani ed alla collezione di Edward Dobson con specie provenienti dal Marocco. A questi vennero aggiunte specie di uccelli provenienti dalle vari paesi sulle coste del Mediterraneo.
Alcuni uccelli provenienti dalla collezione tunisina di Whitaker sono custoditi presso il Natural History Museum di Londra. Le specie siciliane sono divise tra il Royal Scottish Museum e l'Ulster Museum.

## Specie dedicate a Whitaker

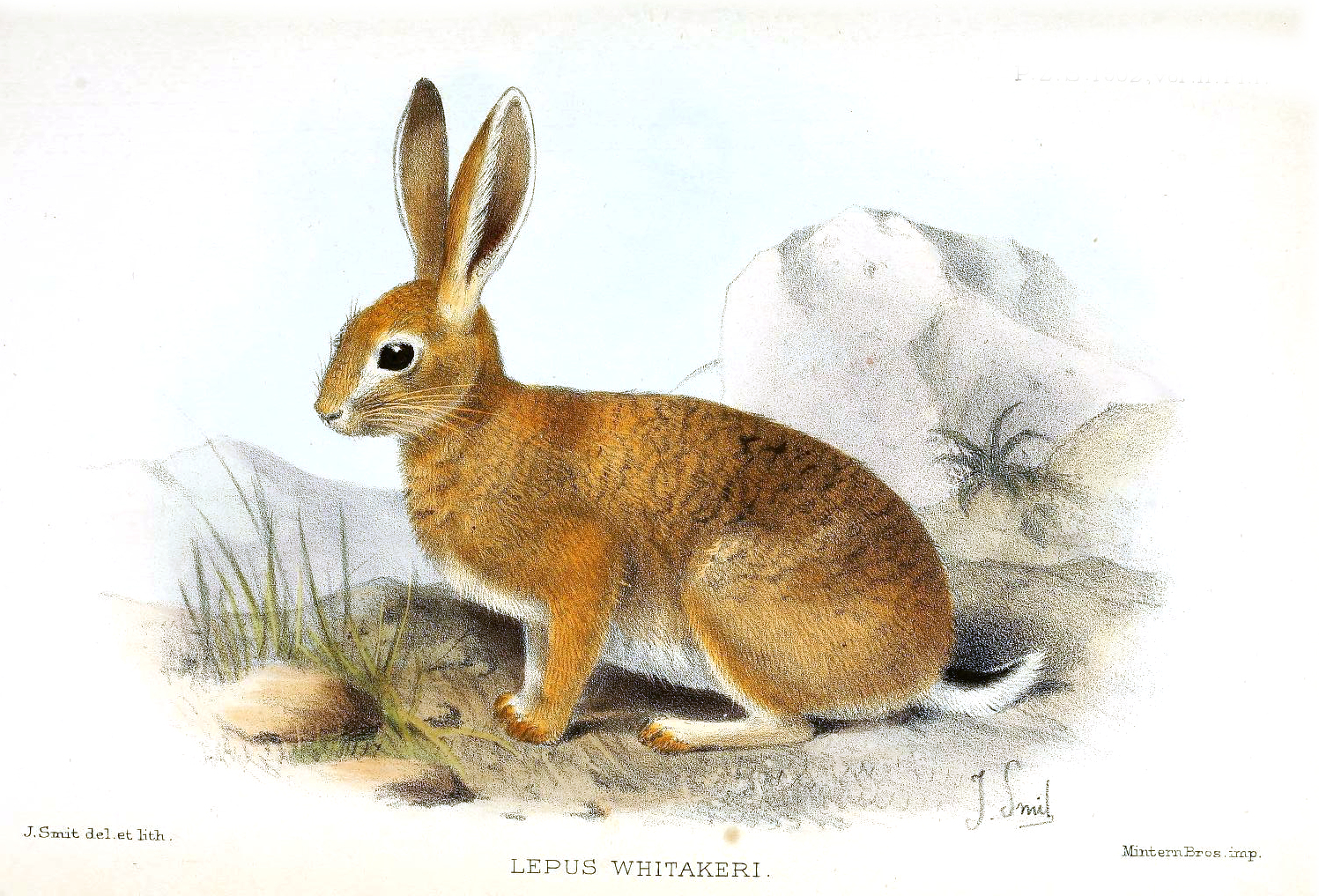
Lepre del Nordafrica

Lepre nordafricana (Lepus capensis whitakeri) Thomas 1902

Crocidura del nordafrica (Crocidura whitakeri) De Winton 1898

Coturnice di Sicilia (Alectoris graeca whitakeri) Schiebel 1934

Ghiandaia nordafricana (Garrulus glandarius whitakeri) Hartert 1903

### Uccelli presenti nella collezione Whitaker

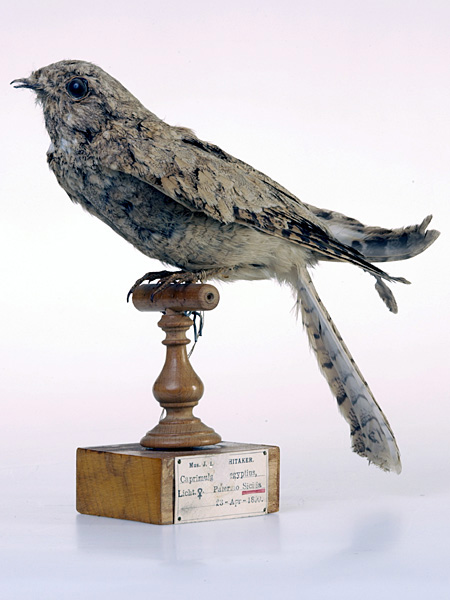
Succiacapre isabellino
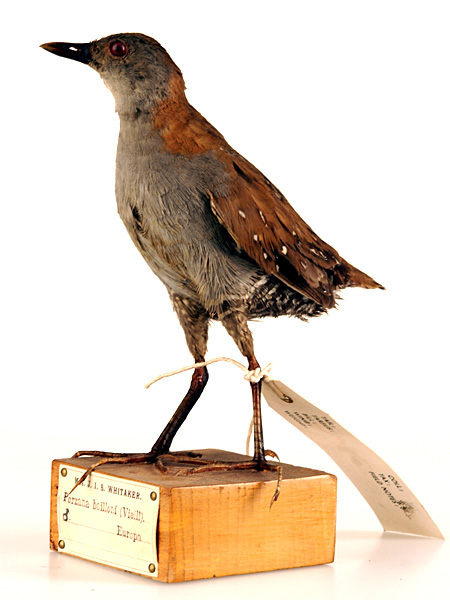
Porzana pusilla
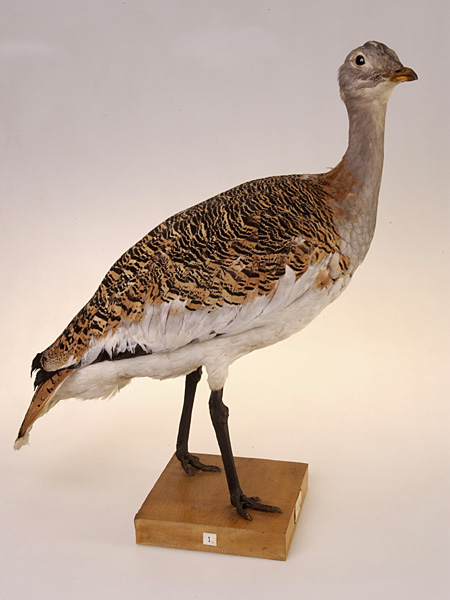
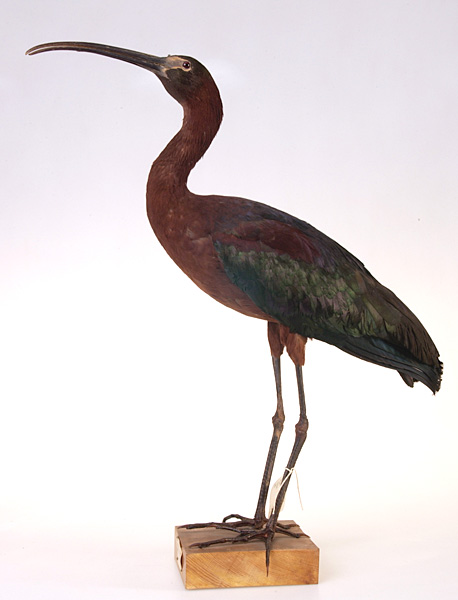
Mignattaio
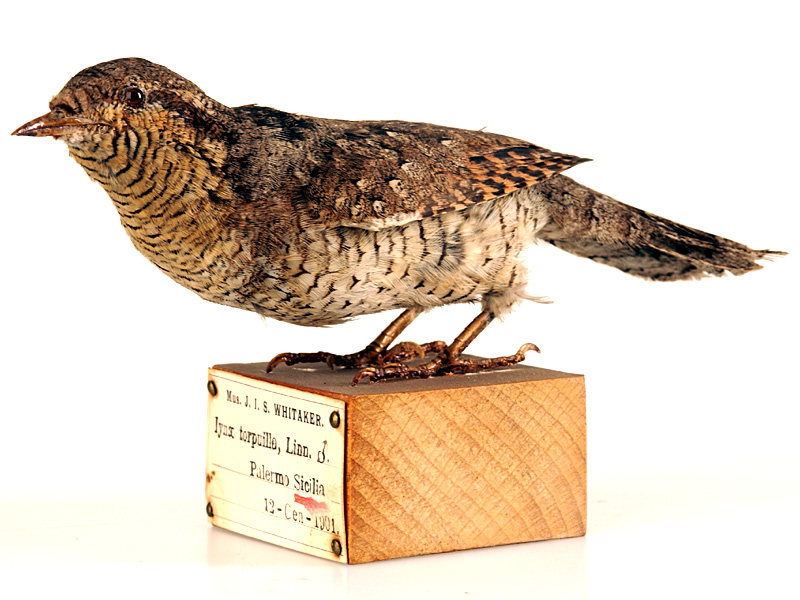
Torcicollo
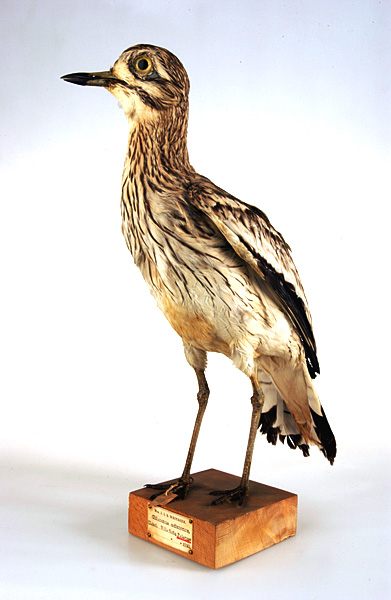
Occhione
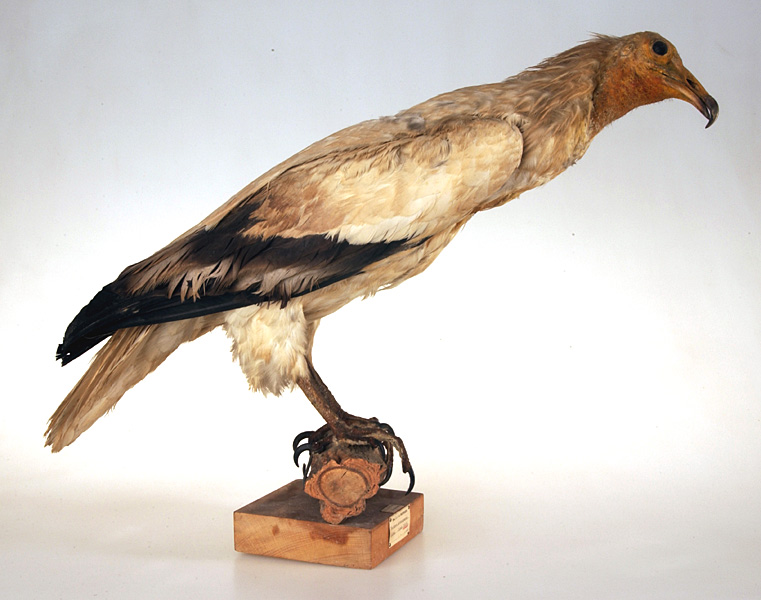
Capovaccaio
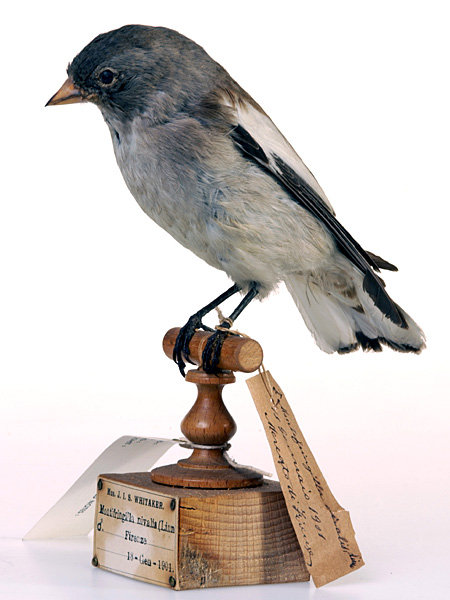
Fringuello alpino
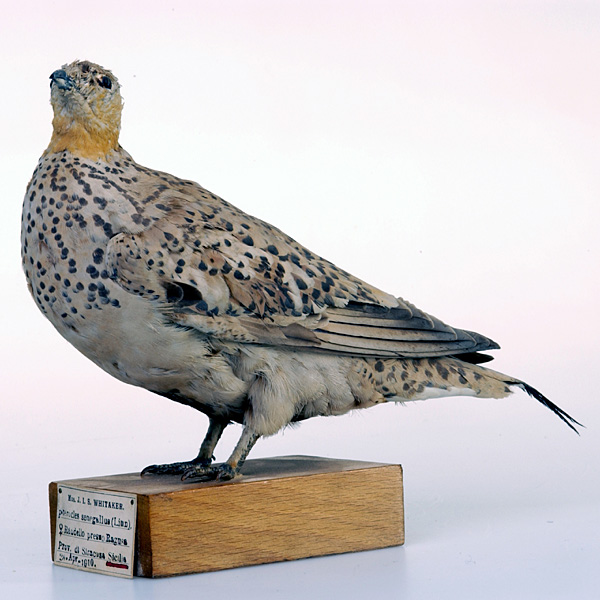
Grandule del Senegal
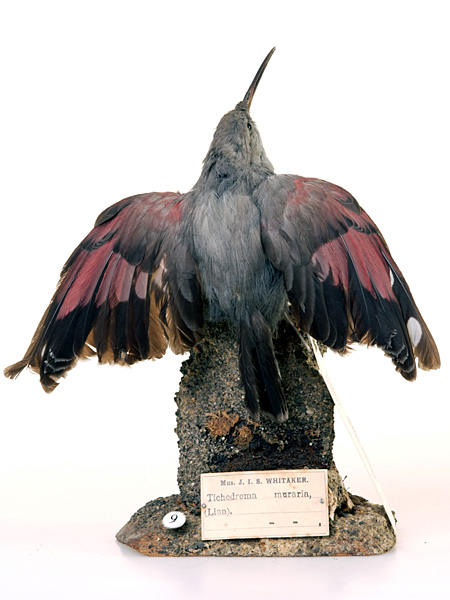
Picchio muraiolo
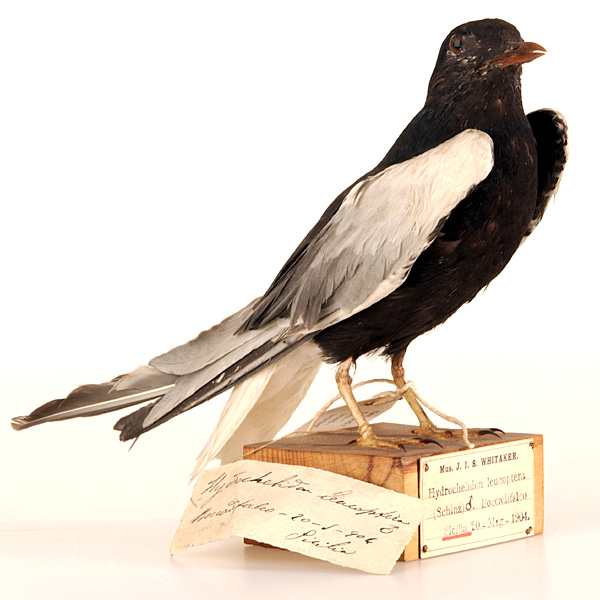
Mignattino alibianche
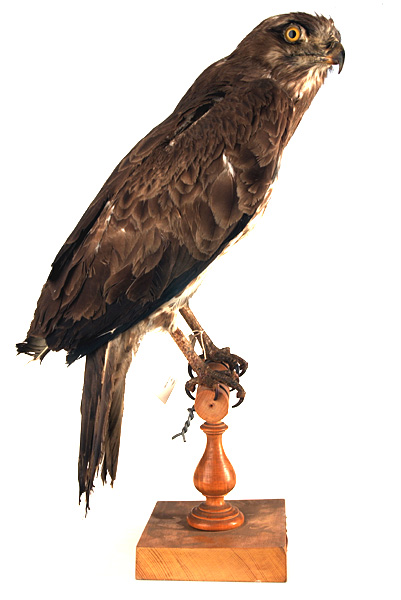
Biancone
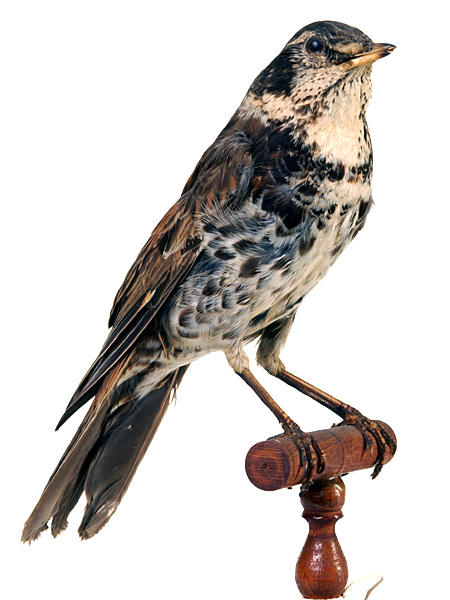
Cesena fosca (Turdus eunomus)
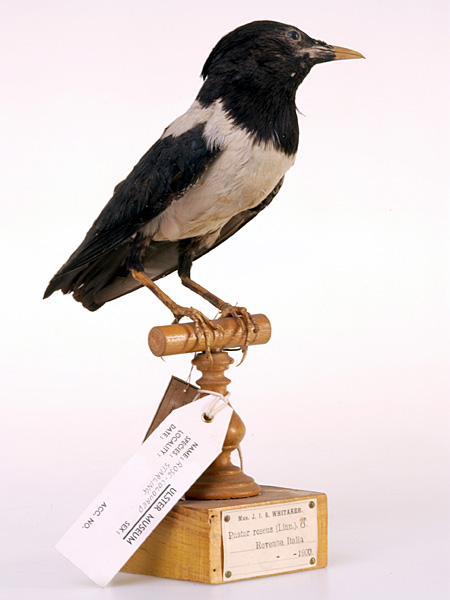
Storno roseo
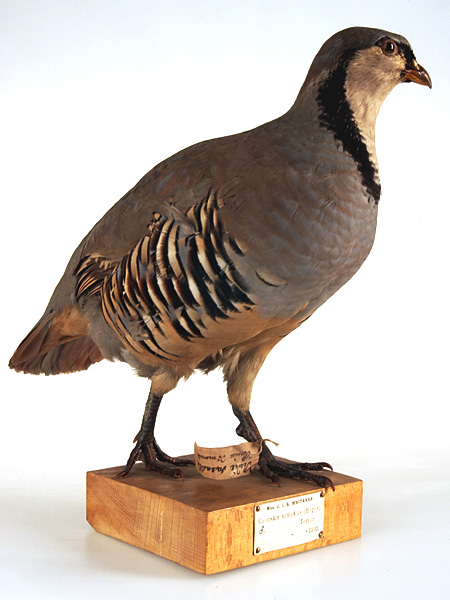
Coturnice
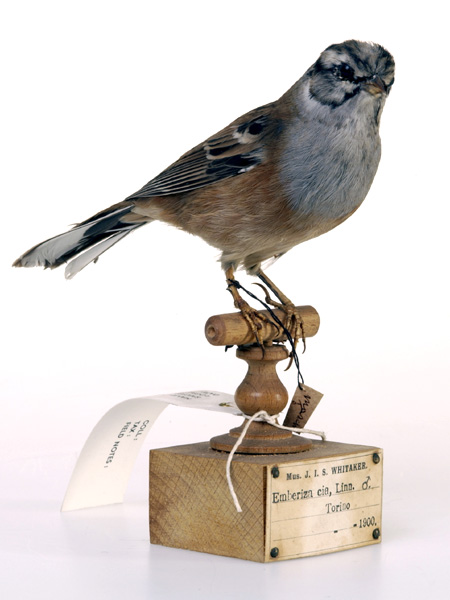
Zigolo muciatto
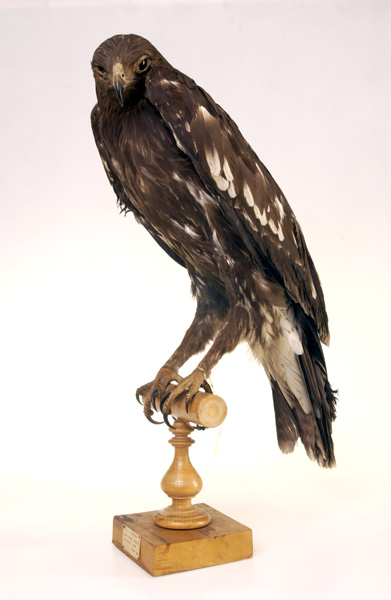
Aquila anatraia maggiore
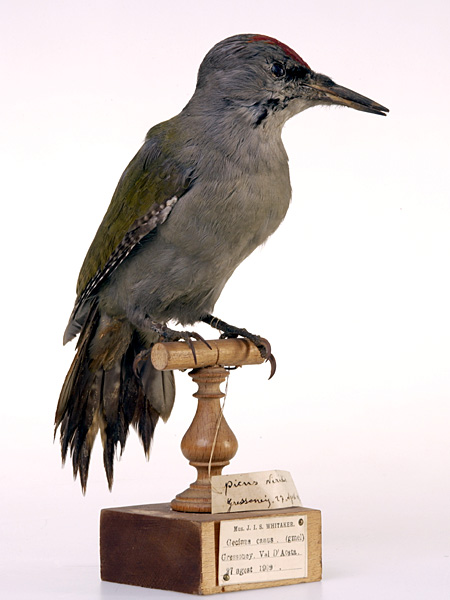
Picchio cenerino
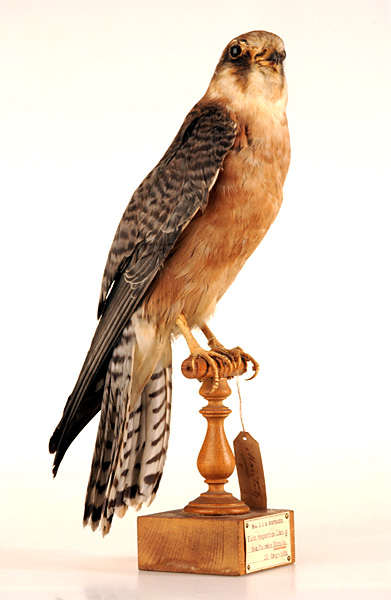
Falco cuculo
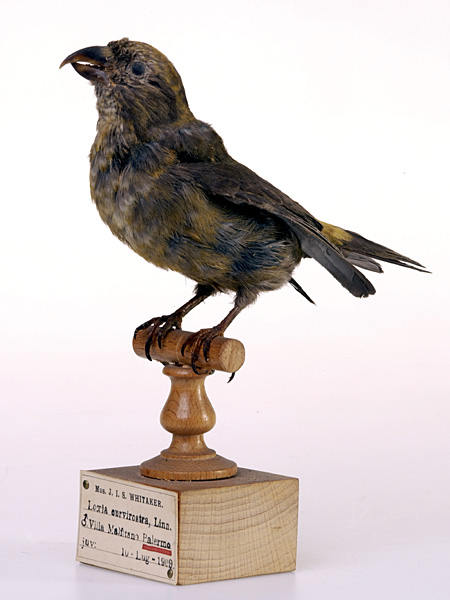
Crociere
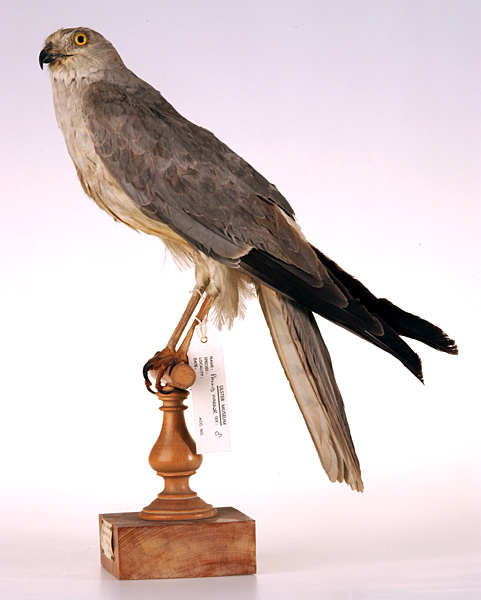
Albanella pallida
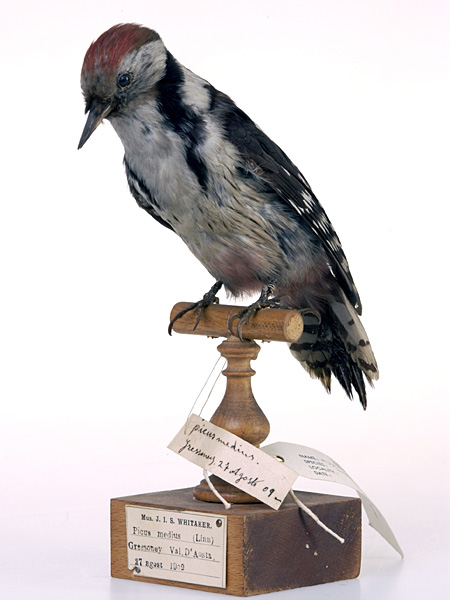
Picchio rosso mezzano
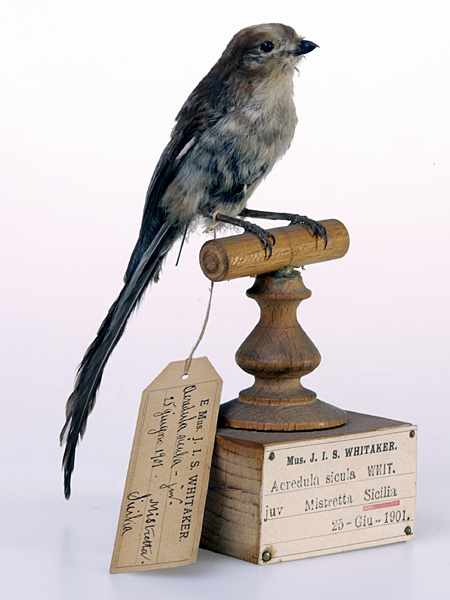
Codibugnolo
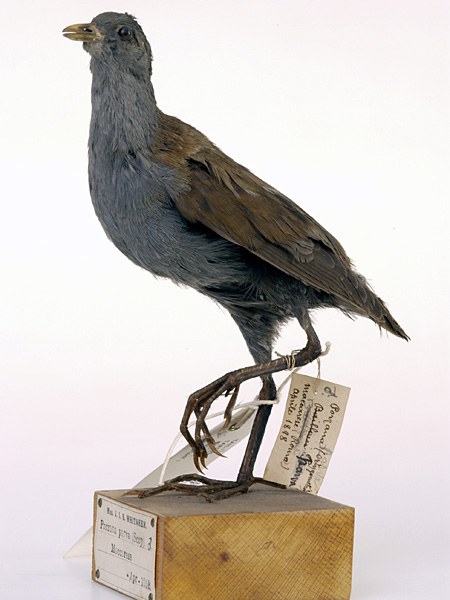
Schiribilla
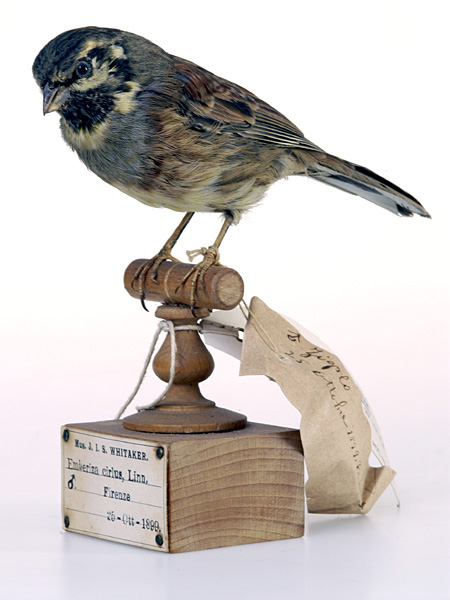
Zigolo nero
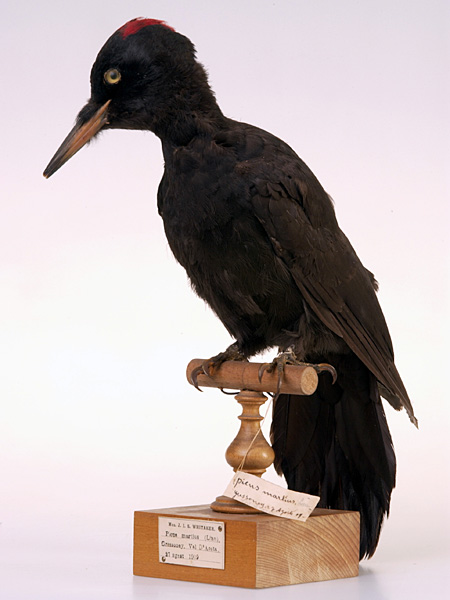
Picchio nero

## Archeologia

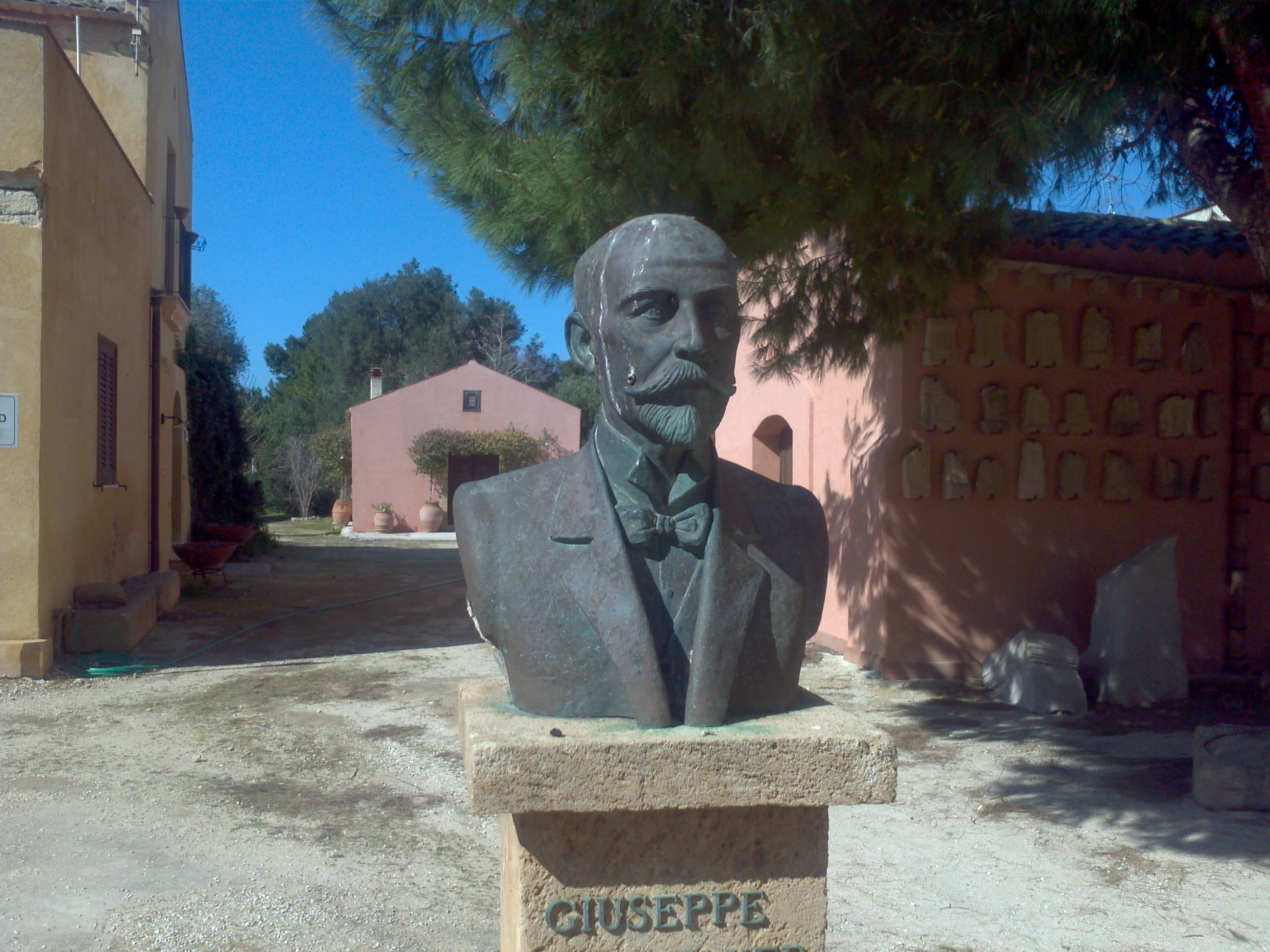
Il busto di Giuseppe Whitaker a Mozia

Whitaker dedicò gli ultimi anni della sua vita all'archeologia ed alla ricerca archeologica, infatti acquistò l'isola di Mozia in provincia di Trapani che era uno dei più importanti centri punici della Sicilia, all'interno dell'isola è presente la città fondata nell'VIII secolo a.C.. Raccolse i suoi studi in un libro sugli scavi che venne pubblicato nel 1921 a Londra e intitolato Motya - A Phoenician Colony in Sicily.

## Pubblicazioni
- Sulla migrazione degli uccelli, specialmente in Sicilia, in “Il Naturalista Siciliano”, n. 6, 1 marzo 1882, pp. 121-127 (online)
- Note su alcuni uccelli tunisini. Ibis 78-100, map. 1894.
- Note addizionali su uccelli tunisini. Ibis 85-106, map. 1895.
- Further notes on Tunisian birds. Ibis 87-99, map. 1896.
- On Turnix sylvatica in Sicily Ibis 290-291. 1896.
- Exhibition of skins of Sturnix unicolor from Morocco. Bull. Brit. Orn. Club, vol. vii, p. xvii (p. 155 of Ibis 1898). 1897
- Description of Two new species, Garrulus ornops, sp. nov., and Rhodopechys alicna, sp. nov. Bull. Brit. Orn. Club, vol. vii, p. xvii, 1897.
- Further notes on Tunisian birds Ibis 125-132. 1898.
- On the Grey Shrikes of Tunisia Ibis 288-231. 1898.
- On a collection of birds from Morocco with descriptions of Lanius algieriensis dodsoni, subsp. nov. (p. 599) and of Octocorys atlas (p. xiii) Ibis 592-610. 1898.
- Description of a new Chat, Saxicola caterinae, sp. nov., from Algeria and Morocco, and a new crossbill, Loxia curvirostra poliogyna, subsp. nov., from Tunisia Ibis 624-625. 1898.
- Description of a new species of Shore-Lark, Otocorys atlas, from the Atlas Mountains of Morocco. Bull. Brit. Orn. Club. Vol. vii, p. xlvii (p. 432 of Ibis) 1898.
- On an Abnormal nest of Ardea cinerea Bull. Brit. Orn. Club. vol. viii, p. xxxvii. 1899.
- On the Occurrence of Caprimulgus aeggptius at Palermo Ibis 475-476.
- The Birds of Tunisia, 2 Vols. Pp. xxxii, 294; xviii, 410, 17 full page plates of which 15 are handcoloured after Grönvold, 2 photograv., 1 clr folding map. London, 1st edition. Edition limited to 250 copies only. 1905 (Volume 1) (Volume 2)
- Motya - A Phoenician Colony in Sicily, London. G. Bell & Sons, 1921 (online)
- Catalogo della collezione ornitologica Joseph Whitaker (1850-1936). Lo Valvo & Massa, Naturalista sicil. vol. XXIV (suppl.) pp. 3–145. 2000 (online)

### Documentari
- Joseph Whitaker. Un gentleman che tutti chiamavano Pip, di Chiara Andrich e Giovanni Pellegrini (Italia, 2011, colore, 44 min, produzione Centro Sperimentale Cinematografia) disponibile su youtube